# Sept hommes en enfer

Sept hommes en enfer est un téléfilm français réalisé par Youri Komerovsky en 1980.

## Synopsis
À la veille d'une troisième guerre mondiale, sept membres du gouvernement et de l'état-major français débattent de l'opportunité d'une riposte nucléaire. Le déclenchement d'une sirène les amène à se réfugier dans l'abri anti-atomique souterrain situé sous leur palais. Pris au piège par une panne technique et coupés du monde, ils cherchent à regagner une surface dont ils craignent la destruction atomique totale. Plusieurs mois d'efforts leur réservent une surprise bien plus grande.

## Fiche technique
- Titre : Sept Hommes en enfer
- Réalisation : Youri Komerovski dit Youri (1980)
- Scénario : Youri
- Production : SFP et A2
- Durée : 75 minutes
- Son mono
- 1re diffusion : 1981

## Distribution
- Christian Barbier Guillaume
- François Darbon Simon
- Maurice Garrel le général
- Paul Guers Philippe
- Claude Mann Hollandy
- Georges Marchal le président
- Michel Vitold Daniel